# Kim Gunnar Svendsen
Kim Gunnar Svendsen (* 24. Dezember 1955 in Roskilde) ist ein ehemaliger dänischer Radrennfahrer und nationaler Meister im Radsport.

## Sportliche Laufbahn
Svendsen (auch Kim-Gunnar Svendsen) war Teilnehmer der Olympischen Sommerspiele 1976 in Montreal. Er bestritt mit dem Vierer Dänemarks die Mannschaftsverfolgung. Das Team belegte in der Besetzung Ivar Jakobsen, Kim Refshammer, Bjarne Sørensen und Kim Gunnar Svendsen den 13. Platz.
Svendsen war Bahnradsportler. 1975 wurde er gemeinsam mit Bjarne Sørensen, Ivar Jakobsen und Hans-Henrik Ørsted nationaler Meister in der Mannschaftsverfolgung. 1977 gewann er den Titel erneut. In der Einerverfolgung gewann er bei den nationalen Meisterschaften 1976 und 1977 die Silbermedaille. 
Von 1977 bis 1984 war er als Berufsfahrer aktiv. Bei den Profis wurde er 1978 Verfolgungsmeister vor Jørgen Marcussen. 1980 wurde Svendsen Vize-Meister im Omnium hinter Gert Frank. Er bestritt einige Sechstagerennen. 1980 wurde er in London Zweiter mit Gert Frank. Mit Danny Clark kam er auf den 2. Rang in Kopenhagen 1980.

## Familiäres
Er ist mit der ehemaligen Radsportlerin Hanne Malmberg verheiratet. Der gemeinsame Sohn ist der Radsportler Matias Malmberg.